# Choi Hong-man
Choi Hong-man ((최홍만?, 崔洪萬?); Jeju-do, 30 ottobre 1980) è un kickboxer e artista marziale misto sudcoreano, conosciuto in Asia anche come "Che Man".
Detiene inoltre un Guinnes World Record: quello di più alto competitore negli sport da combattimento. 
Nonostante il suo background nel Ssirŭm come kickboxer ha lottato nella prestigiosa K-1 e vanta importanti vittorie su atleti come Kaoklai Kaennorsing, Semmy Schilt, Gary Goodridge, Mighty Mo, Bob Sapp e Akebono.

## Carriera
Ha debuttato al K-1 World GP 2005 di Seul svoltosi nel mese di marzo. Nella finale dell'evento ha incontrato e sconfitto il thailandese Kaoklai Kaennorsing. Dopo 6 vittorie consecutive (pur essendo nuovo aveva già sconfitto lottatori come Bob Sapp e l'ex campione di sumo Akebono) Choi ha deciso di prendere parte al K-1 World Grand Prix 2005 di Tokyo. L'inizio non è stato affatto buono: ha perso contro Remy Bonjasky ma nel match successivo è riuscito ad imporsi su Sylvester Terkay.
Le sconfitte del gigante sudcoreano nel K-1 sono arrivate contro il già citato Bonjaski, Ray Sefo e Jérôme Le Banner (tutte per decisione unanime), Mighty Mo (KO) e Badr Hari (KOT dopo essersi infortunato al ginocchio).
Ha ricevuto il soprannome "Techno Goliath" (테크노 골리앗) quando faceva il ssirum wrestler in Sud Corea, poiché era sua abitudine ballare sulla musica techno dopo ogni sua vittoria. Per la televisione giapponese e i giornali nipponici è noto come Korean Monster (Koreanモンスター).
Uno degli incontri più noti di Choi è stato quello contro un altro gigante del K-1, l'olandese Semmy Schilt, al World GP 2006 di Seul. Hong-Man è riuscito ad uscirne vincitore. Lo scontro è stato veramente unico, in quanto nel ring si sono scontrati due atleti di grande stazza e potenza.
Il 30 settembre 2006 Choi ha affrontato il francese Jérôme Le Banner nella finale del K-1 WGP 2006 Final Elimination. Ha fornito una prestazione molto buona, ma dopo 3 riprese e 1 round extra si è dovuto arrendere contro il campione transalpino. Dopo l'incontro LeBanner ha dichiarato: "È pericoloso (Choi), le sue ginocchia arrivano quasi al livello della mia testa, non è umano! Però è un bravo ragazzo e mi piace, è molto duro, forse il lottatore più forte del K-1, e ha delle ossa dure -- quando gli ho tirato un calcio mi sono fatto male alla gamba! Sono sicuro che con più esperienza, in due anni nessuno sarà in grado di metterlo KO!"
Il 31 dicembre 2006 Choi ha vinto facilmente il suo primo match di arti marziali miste (MMA) al K-1 Dynamite di Osaka. Ha sconfitto l'ex star televisiva Bobby Ologun in solamente 16 secondi, in quello che era considerato un incontro molto squilibrato.
Il 4 marzo 2007 ha subito il primo ed unico atterramento in tutta la sua carriera (ad ora), contro Mighty Mo. Lo statunitense lo ha atterrato sferrandogli un potente destro al mento. Choi non è più riuscito a rialzarsi ed il match è terminato per KO. Il sudcoreano era entrato nel ring con un peso di 165 kg e ha fornito una gara lenta e deludente, forse la sua peggiore performance di sempre.
Il 2 giugno 2007 Hongman era in procinto di sfidare l'ex stella della WWE, IWGP e NCAA Brock Lesnar al K-1 Dynamite!! USA, un grande evento in pay-per-view svoltosi al Los Angeles Memorial Coliseum. Tuttavia secondo quanto riferito dal campo di Choi, il gigante sudcoreano è stato costretto a tirarsi indietro a causa di un tumore benigno alla ghiandola pituitaria e gli è stata negata inoltre la possibilità di ottenere la licenza per sfidare Lesnar. Ciò ha messo a repentaglio lo svolgimento del K-1 Dynamite, poiché la decisione era stata annunciata a soli 10 giorni dal match tra Choi e Lesnar. Hongman è stato sostituito dal connazionale Kim Min-soo.

## Risultati nelle arti marziali miste
| Risultato | Record | Avversario        | Metodo                         | Evento                                               | Data             | Round | Tempo | Città              | Note                                          |
| --------- | ------ | ----------------- | ------------------------------ | ---------------------------------------------------- | ---------------- | ----- | ----- | ------------------ | --------------------------------------------- |
| Sconfitta | 2–3    | Ikuhisa Minowa    | Sottomissione (heel hook)      | Dream 11: Feather Weight Grand Prix 2009 Final Round | 6 ottobre 2009   | 2     | 1:27  | Saitama, Giappone  | Dream Super Hulk Grand Prix, Semifinale       |
| Vittoria  | 2–2    | José Canseco      | Sottomissione (pugni)          | Dream.9: Feather Weight Grand Prix 2009 Second Round | 26 maggio 2009   | 1     | 1:17  | Yokohama, Giappone | Dream Super Hulk Grand Prix, Quarti di finale |
| Sconfitta | 1–2    | Mirko Filipović   | KO Tecnico (calcio alle gambe) | Dynamite!! 2008                                      | 31 dicembre 2008 | 1     | 6:32  | Saitama, Giappone  |                                               |
| Sconfitta | 1–1    | Fedor Emelianenko | Sottomissione (armbar)         | Yarennoka!                                           | 31 dicembre 2007 | 1     | 1:58  | Saitama, Giappone  |                                               |
| Vittoria  | 1–0    | Bobby Ologun      | KO Tecnico (pugni)             | K-1 Premium Dynamite!! 2006                          | 31 dicembre 2006 | 1     | 0:16  | Osaka, Giappone    |                                               |

## Servizio militare
Nell'aprile 2008 Hong-Man ha deciso di unirsi all'armata sudcoreana per 26 mesi di servizio militare. Dopo non aver passato due visite mediche, Choi è stato congedato dall'armata. La vera ragione di ciò era una presbiopia del suo occhio sinistro, dovuta ad un tumore al cervello. Il 9 giugno si è sottoposto con successo ad un'operazione per rimuovere il tumore.

## Fuori dal ring
Al di fuori dal ring, Choi ha deciso anche di intraprendere la carriera da cantante. Ha composto un singolo rap con la collaborazione della modella Hang Soo-hee, e formato con lei un duo musicale dal nome "Beauty & The Beast" (in italiano "Bella e la Bestia").
Nel 2008 si è fatto tatuare il suo cognome "Choi" sulla sua spalla sinistra.
Nel 2009 è apparso anche nel suo primo film, in Giappone, intitolato "Goemon (film)", seguito dall'interpretazione di Franken nel dorama Kaibutsu-kun (serie televisiva) tratto da Carletto il principe dei mostri. Nel 2011 fa sempre Franken nel film live action Kaibutsu-kun (film).
Nel 2016 appare come guest star nel primo episodio di Ssa-uja gwisin-a nel ruolo di un fantasma.